# توني بيركنز
توني بيركنز (بالإنجليزية: Tony Perkins)‏ هو صحفي وسياسي أمريكي، ولد في 20 مارس 1963 في كليفلاند في الولايات المتحدة. حزبياً، نشط في الحزب الجمهوري. وقد انتخب عضو مجلس نواب لويزيانا.